# 拉隆德莱莫尔
拉隆德莱莫尔（法語：La Londe-les-Maures，法語發音：[la lɔ̃d le mɔʁ]）是法国普罗旺斯-阿尔卑斯-蓝色海岸大区瓦尔省的一个市镇，属于土伦区。

## 地理
拉隆德莱莫尔（43°8'17"N, 6°14'4"E）面积79.29 平方千米，位于法国普罗旺斯-阿尔卑斯-蓝色海岸大区瓦尔省，该省份为法国东南部沿海省份，北起上普罗旺斯阿尔卑斯省，西北角与沃克吕兹省接壤，西接罗讷河口省，南濒地中海，东临滨海阿尔卑斯省。
与拉隆德莱莫尔接壤的市镇（或旧市镇、城区）包括：博尔姆莱米莫萨、科洛布里耶尔、耶爾、皮埃尔弗迪瓦尔。
拉隆德莱莫尔的时区为UTC+01:00、UTC+02:00（夏令时）。

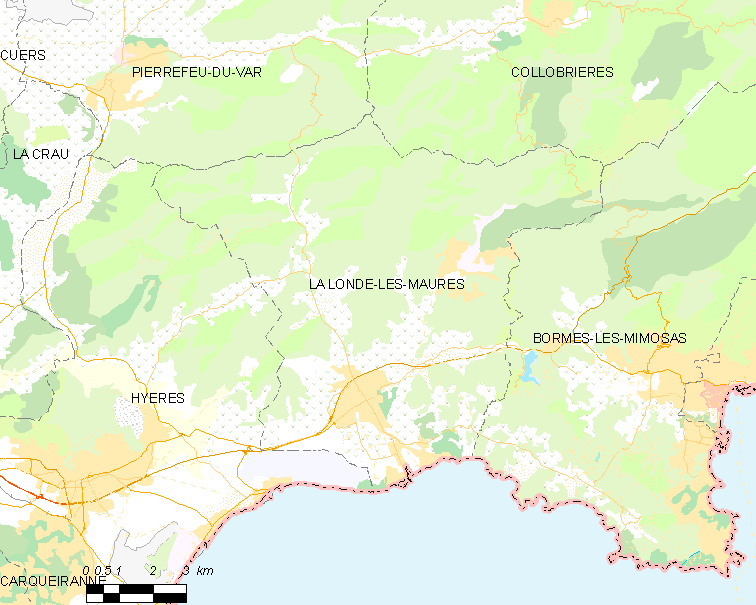
拉隆德莱莫尔的OSM定位图

## 行政
拉隆德莱莫尔的邮政编码为83250，INSEE市镇编码为83071。

## 政治
拉隆德莱莫尔所属的省级选区为拉克罗县。

## 人口

1962-2008年间拉隆德莱莫尔人口变化图示

拉隆德莱莫尔于2022年1月1日时的人口数量为11010人。